# Denny Doherty
Denny Doherty (Dennis Gerrard Stephen Doherty) (født 29. november 1940, død 19. januar 2007) var en canadisk sanger og sangskriver, der var særligt kendt som et af The Mamas & the Papas' oprindelige medlemmer.

## Biografi
Denny Doherty var født i Halifax, Nova Scotia, og han var med til at starte en folkemusikgruppe i 1960, som det lykkedes at få en pladekontrakt og et mindre hit. Gruppen blev opløst i 1963, men da var han blevet ven med Cass Elliot, og han havde også på en turne mødt John Phillips og hans kone, Michelle Phillips. Så da Doherty stod uden midler i New York City, og Elliot hørte om dette, fik hun ham og en ven med i sin gruppe, der snart kom til at hedde "The Mugwumps". Gruppen eksisterede dog kun i kort tid.
På et tidspunkt havde John Phillips brug for en tenor til sit band, og her kom Doherty med. Dette band holdt også kun i kort tid, og i starten af 1965 blev Elliot inviteret med i et nyt band, der senere på året blev til The Mamas & the Papas. Dette band fik meget hurtigt stor succes. 
Snart efter havde Doherty en hemmelig affære med Michelle Phillips, men den kunne ikke skjules i længere tid, og opdagelsen medførte, at Michelle Phillips blev erstattet af en anden sangerinde, alt imens Doherty dulmede bruddet med hende i alkohol. John Phillips var imidlertid indstillet på at få sin kone med i bandet igen, og vikaren blev efter et års tid smidt ud igen. Imidlertid var The Mamas & the Papas på trods af, at de oprindelige medlemmer var samlet igen, ved at miste gnisten, og Elliot forlod gruppen, hvilket i sommeren 1968 førte til dens opløsning.
Efter gruppens opløsning forblev Doherty og Elliot venner, og i kølvandet på hendes solosucces friede Elliot til Doherty, der dog afslog, da han havde svært ved at få Michelle Phillips ud af sine tanker. Elliots alt for tidlige død i 1974 kom som et stort chok for ham, men i begyndelsen af 1980'erne gik han med til at nydanne The Mamas & the Papas sammen med John Phillips, dennes datter og yderligere en kvindelig sanger. Gruppen turnerede et stykke tid, og senere producerede Doherty et Broadway-show bygget over gruppens historie set fra hans synsvinkel. Efterfølgende lavede han blandt andet børne-tv.
Han blev gift i slutningen af 1970'erne og havde i alt tre børn.